# Pendelfigur

Pendelfigur Hahn

Die Pendelfigur (auch Balancefigur oder Wackelfigur) ist ein historisches Spielgerät, das manuell in eine Pendelbewegung versetzt wird und dann eigenständig bis zum Stillstand ausschwingt.

## Konstruktion
Wie ein Stehaufmännchen, so besitzt auch die Pendelfigur einen sehr tief liegenden Schwerpunkt, sodass sie nach dem Beenden ihrer Pendelbewegung immer wieder in eine definierte Ruheposition zurückkehren kann. Zur Realisierung des tiefliegenden Schwerpunktes besitzt die Pendelfigur unterhalb ihrer Rotationsachse ein meist kugel- oder diskusförmiges Gegengewicht, das über eine bogenförmige Stange mit der Figur fest verbunden ist. Bei einigen Pendelfiguren ist das Gegengewicht auch aufwändiger gestaltet.
Die Pendelfigur besitzt üblicherweise einen Ständer, auf dem sie gelagert ist und betrieben werden kann. Die Nutzung einer Tischkante oder eines Bücherbords ist ebenfalls möglich.

## Trivia
In der vierten Strophe des Weihnachtsliedes Morgen, Kinder, wird’s was geben mit einem Text von Karl Friedrich Splittegarb (* 1753 Mittel Steinkirch; † 1802 Berlin) aus dem Jahr 1795 wird bereits eine Pendelfigur besungen:
Wißt ihr noch den großen Wagen

Und die schöne Jagd von Blei?

Unsre Kleiderchen zum Tragen

Und die viele Nascherei?

Meinen fleiß'gen Sägemann

Mit der Kugel unten dran?